# Tamgaon
Tamgaon es una ciudad censal situada en el distrito de Kolhapur en el estado de Maharashtra (India). Su población es de 5223 habitantes (2011). .

## Demografía
Según el censo de 2011 la población de Tamgaon era de 5223 habitantes, de los cuales 2736 eran hombres y 2487 eran mujeres. Tamgaon tiene una tasa media de alfabetización del 82,57%, superior a la media estatal del 82,34%: la alfabetización masculina es del 87,06%, y la alfabetización femenina del 77,65%.